# Albino Crespi
Albino Crespi (Busto Arsizio, Llombardia, 3 de gener de 1930 - Monza, 23 d'octubre de 1994) va ser un ciclista italià que fou professional entre 1952 i 1958. En el seu palmarès destaca una victòria d'etapa al Giro d'Itàlia de 1953.

## Palmarès
- 1952
  - 1r a la Coppa Mostra del Tessile
- 1953
  - Vencedor d'una etapa al Giro d'Itàlia
- 1955
  - 1r a la Coppa Città di Busto Arsizio

### Resultats al Giro d'Itàlia
- 1953. Abandona. Vencedor d'una etapa
- 1954. Abandona